# Șîroke, Zaporijjea
Șîroke (în ucraineană Широке, în germană Neuendorf) este un sat în comuna Vodeane din raionul Zaporijjea, regiunea Zaporijjea, Ucraina. Satul a fost locuit de germanii pontici.   

## Demografie
Componența lingvistică a localității Șîroke
     Ucraineană (83,99%)
     Rusă (14,48%)
     Alte limbi (1,53%)
Conform recensământului din 2001, majoritatea populației localității Șîroke era vorbitoare de ucraineană (83,99%), existând în minoritate și vorbitori de rusă (14,48%).